# Jean-Luc Joinel
 (octobre 2014).
Si vous disposez d'ouvrages ou d'articles de référence ou si vous connaissez des sites web de qualité traitant du thème abordé ici, merci de compléter l'article en donnant les références utiles à sa vérifiabilité et en les liant à la section « Notes et références ».
Pas d'image ? Cliquez ici

a Compétitions nationales et continentales officielles uniquement.

b Matchs officiels uniquement.
Jean-Luc Joinel est un joueur français de rugby à XV, né le 21 septembre 1953 à Saint-Vincent-de-Cosse (Dordogne), de 1,93 m pour 103 kg.

## Biographie
Né près de Sarlat, il jouait troisième ligne aile ou centre au CA Brive et en équipe de France. Joinel était un très bon sauteur en touche.
Il rejoint le CA Brive en 1973, alors que celui-ci effectuait une tournée en Afrique du Sud. Son ancien club ayant refusé de lui donner un avis favorable, Jean-Luc Joinel ne peut porter les couleurs du club corrézien qu'en 1974. L'année suivante, il est finaliste du championnat de France. Il reçoit la première de ses 51 capes en 1977, face aux All Blacks. Il porte le maillot blanc et noir du CA Brive 218 fois jusqu'à la fin de sa carrière sportive en 1988.
Pendant l'été 2011, il est nommé vice-président du CA Brive. Il quitte ce poste début décembre 2011 à la suite d'un désaccord avec le conseil d'administration sur la politique sportive à tenir à court terme. Il retrouve au sein du club en devenant en janvier 2017 conseiller du président Simon Gillham. Il est salarié de la société Andros qui devient « fournisseur officiel » de la Ligue nationale de rugby en décembre 2016.

### Alban Joinel
Son fils, Alban Joinel, est un footballeur jouant au poste de gardien de but. Il se fait connaitre au travers du parcours de son club amateur de CFA 2, l'USJA Carquefou, qui lors de la Coupe de France de football 2007-2008, élimine successivement l'AS Nancy-Lorraine et l'Olympique de Marseille, avant de se faire sortir en quart par le Paris Saint-Germain. Fort de cette épopée, Alban est repéré par le club du FC Lorient (Ligue 1) qui le recrute en tant que troisième gardien lors du mercato d'été 2008.

## Carrière de joueur

### En club
- Débute au CA Sarlat alors en Nationale 1
- 1973-1988 : CA Brive

### En équipe nationale
- Sélectionné en équipe de France A à 51 reprises, de 1977 à  1987

### Avec les Barbarians
Le 1er mai 1980, il participe au premier match des Barbarians français contre l'Écosse à Agen. Les Baa-Baas l'emportent 26 à 22. Il joue également le deuxième match des Barbarians français, le 15 mai 1981, contre Crawshay's à Clermont-Ferrand. Les Baa-Baas l'emportent 34 à 4.
Cinq ans plus tard, le 10 mai 1986, il est de nouveau invité avec les Barbarians français pour jouer contre l'Écosse à Agen. Les Baa-Baas l'emportent 32 à 19. Puis le 11 novembre 1986, il est sélectionné pour jouer contre la Nouvelle-Zélande à La Rochelle. Les Baa-Baas s'inclinent 12 à 26.
Le 22 mai 1988, il joue son dernier match avec les Barbarians français contre l'Irlande à La Rochelle. Ce match célèbre le jubilé de Jean-Pierre Elissalde, les Baa-Baas l'emportent 41 à 26.

## Statistiques

### Tournoi des Cinq Nations
| Édition           | Rang | Résultats France | Résultats Joinel | Matchs Joinel |
| ----------------- | ---- | ---------------- | ---------------- | ------------- |
| Cinq Nations 1979 | 2    | 2 v, 1 n, 1 d    | 1 v, 0 n, 3 d    | 4/4           |
| Cinq Nations 1980 | 4    | 1 v, 0 n, 3 d    | 1 v, 0 n, 3 d    | 4/4           |
| Cinq Nations 1981 | 1    | 4 v, 0 n, 0 d    | 4 v, 0 n, 0 d    | 4/4           |
| Cinq Nations 1982 | 4    | 1 v, 0 n, 3 d    | 1 v, 0 n, 2 d    | 3/4           |
| Cinq Nations 1983 | 1    | 3 v, 0 n, 1 d    | 3 v, 0 n, 1 d    | 4/4           |
| Cinq Nations 1984 | 2    | 3 v, 0 n, 1 d    | 3 v, 0 n, 1 d    | 4/4           |
| Cinq Nations 1985 | 2    | 2 v, 2 n, 0 d    | 2 v, 1 n, 0 d    | 3/4           |
| Cinq Nations 1986 | 1    | 3 v, 0 n, 1 d    | 3 v, 0 n, 1 d    | 4/4           |

Légende : v = victoire ; n = match nul ; d = défaite ; la ligne est en gras quand il y a grand chelem.

### Coupe du monde
| Édition                            | Rang      | Résultats France | Résultats Joinel | Matchs Joinel |
| ---------------------------------- | --------- | ---------------- | ---------------- | ------------- |
| Nouvelle-Zélande et Australie 1987 | Finaliste | 4 v, 1 n, 1 d    | 1 v, 0 n, 0 d    | 1/6           |

Légende : v = victoire ; n = match nul ; d = défaite.

## Palmarès

### En club
- Championnat de France de première division :
  - Vice-champion (1) : 1975 avec le CA Brive.
- Coupe de France :
  - demi-finaliste (1) : 1985 vec le CA Brive.

### En équipe nationale
- Vice-champion du monde en 1987
- Grand Chelem en 1981 (mais ne participe pas à celui de 1987)
- Tournoi des cinq nations (ex æquo) en 1983 et 1986
- Tournées en Afrique du Sud en 1975, 1980, en Nouvelle-Zélande en 1979, 1984 et 1986, et en Argentine et en Australie en 1986
- Jeux méditerranéens en 1979 et 1983